# Пею Банов
Пею Тодоров Банов е български офицер, генерал-майор от пехотата, командир на 14-и пехотен македонски полк (1912 – 1915) през Балканската (1912 – 1913) и Междусъюзническата война (1913), командир на 6-и пехотен македонски полк (1915 – 1916) през Първата световна война (1915 – 1918).

## Биография
Пею Банов е роден на 17 март 1869 г. в Нова Загора. На 7 ноември 1887 г. завършва Военното на Негово Величество училище и е произведен в чин подпоручик. Служи в 12-и пехотен балкански полк. на 7 ноември 1890 е произведен в чин поручик, на 2 август 1896 в чин капитан, на 31 декември 1906 в чин майор. През 1906 г. служи като командир на дружина от 6–и пехотен търновски полк и на дружина от 26-и пехотен пернишки полк (1911). На 22 септември 1912 г. е чин подполковник.
Взема участие в Балканската (1912 – 1913) и Междусъюзническата война (1913) като командир на 3-та дружина от 26-и пехотен пернишки полк с който води боеве при с. връх Цръкновец, Кочанско и като командир на 14-и пехотен македонски полк (1912 – 1915). От 1915 г. е помощник-командир на 26-и пехотен пернишки полк.
По време на Първата световна война (1915 – 1918) подполковник Банов командва 6-и пехотен македонски полк (1915 – 1916) и 1-ва бригада от Планинската дивизия. През 1916 г. е произведен в чин полковник. Назначен за инспектор на Главната реквизиционна комисия. Съгласно заповед № 905 по Действащата армия от 1917 г. „за бойни отличия през войната“ е награден с Военен орден „За храброст“ III степен 2 клас. Със заповед №905 от 1917 г. по Действащата армия е награден с Царски орден „Св. Александър“ III степен с мечове по средата.
След края на войната през 1919 г. преминава в запас. На 31 декември 1935 г. е произведен в чин генерал-майор.

## Семейство
Генерал-майор Пею Банов е женен и има 4 деца, след които подпоручик Тодор Банов.

## Военни звания
- Подпоручик (7 ноември 1887)
- Поручик (7 ноември 1890)
- Капитан (2 август 1896)
- Майор (31 декември 1906)
- Подполковник (22 септември 1912)
- Полковник (1916)
- Генерал-майор (31 декември 1935)

## Образование
- Военно на Негово Княжеско Височество училище (до 1887)

## Награди
- Военен орден „За храброст“ III степен 2 клас (1917)
- Царски орден „Св. Александър“ III степен с мечове по средата (1917)
- Народен орден „За военна заслуга“ III степен с военно отличие
- Народен орден „За военна заслуга“ V степен на обикновена лента
- Орден „За заслуга“ на обикновена лента